# Henry Vaca
Henry Vaca Urquiza, oftast omnämnd som Henry Vaca , född 27 januari 1998 i Santa Cruz de la Sierra, är en boliviansk fotbollsspelare som spelar för Oriente Petrolero. 